# Freeplane
Freeplane es una aplicación libre, de código abierto para la creación de  mapas mentales o conceptuales (diagramas de conexiones entre ideas), y para definir outlines y esquemas de organización de textos (un outliner es un instrumento digital de organización jerárquica de secciones de un texto). Está programado en Java, y funciona en Windows, Mac OS X y GNU/Linux. Se publica bajo licencia GNU GPL.
Freeplane fue lanzado en julio de 2009, como un fork o bifurcación del proyecto FreeMind. Freeplane mantiene la compatibilidad de formato de archivo con FreeMind. Los usuarios disponen de versiones estables de Freeplane, con perspectivas de nuevos desarrollos. Los datos disponibles a través de SourceForge revelan un elevado número de descargas.

## Características

### Versión estable
Las nuevas funciones de Freeplane (lanzamiento estable) incluyen:
- Exportación a formato PNG, JPEG, SVG (además de HTML / XHTML y PDF).
- Buscar / Reemplazar en todos los mapas abiertos.
- Pegado de HTML como estructura de node.
- Modo Outline
- Versión Aplicación portátil (arrancable desde una memoria flash USB).
- Scripting vía Groovy.
- Corrector ortográfico

### Versión de prueba
Nuevas características de la versión de prueba de Freeplane incluyen:

#### Implementadas
- Estilos de nodo como en procesador de texto.
- Estilos de nodo condicionales.
- Plantillas de mapa para hacer mapas nuevos.
- Hipervínculos para los ítems del menú.
- Documentación contextual: Añadido mapa y generación de tablas HTML para el mapa de la documentación.
- Comprobado de inexistencia de archivos autoguardados más nuevos al abrir un mapa.
- Modo instancia única: abrir archivos en instancias de programa existentes en lugar de en una nueva.
- Filtros dependientes del nivel de nodo.
- Mejoras en las funciones de búsqueda y reemplazo.
- Diferentes formas de nube.
- Nuevos iconos para clasificar.
- Color de borde automático.
- "Parrilla" para mover nodos (Preferences->Behaviour->Grid gap size).
- Atributos de copiado y pegado.
- Condiciones de nombrado de filtros.
- Formas de objeto, tipos de línea, anchura y transparencia de conectores, diferentes.
- Versión portátil de Freeplane (se obtiene descargando y ejecutando FreeplanePortable_xxx.paf.exe)
- Diálogo File -> Properties... (Archivo -> Propiedades...) mostrando los hechos (datos) sobre el mapa, tales como nodos totales, ramas y nodos-hoja

#### Versión probable (en desarrollo)
- Fórmulas: Uso de fórmulas como texto de nodo y atributos (como en procesadores de hojas de cálculo)[7]